# Craspedoneuron braunii
Craspedoneuron braunii là một loài thực vật có mạch trong họ Hymenophyllaceae. Loài này được (Bosch) Bosch miêu tả khoa học đầu tiên năm 1861.